# Prime Minister (Band)
Prime Minister ist eine russische Boygroup.

## Werdegang
Schon 1997 formierte sich eine Gesangsgruppe mit dem Namen Premier Ministr (russisch Премьер-министр). Ihr erster Erfolg war der Oriental Song aus dem Jahr 2000, der ein russisches Volkslied remixte. Sie wurden ausgewählt, ihr Land beim Eurovision Song Contest 2002 zu vertreten. Sie änderten hierfür ihren Namen in Prime Minister um. Mit ihrem Titel Northern Girl erreichten sie den 10. Platz.
Im Jahr 2005 trennten sich die Sänger und ihr Produzent formierte noch einmal eine neue Boygroup mit identischem Namen.